# Марков, Валерий Петрович
Валерий Петрович Марков (род. 11 июля 1947) — российский политический деятель, представитель от законодательного (представительного) органа государственной власти Республики Коми в Совете Федерации ФС РФ, член Комитета Совета Федерации по науке, образованию и культуре.

## Биография
Окончил физический факультет Ленинградского государственного университета (ЛГУ) в 1972 году, кандидат физико-математических наук. С 1972 по 1991 — трудился в Сыктывкарском государственном университете старшим преподавателем, доцентом, заведующим кафедрой экспериментальной физики.

### Профессиональная деятельность
С 1972 года — лаборант, ассистент, старший преподаватель, доцент, заведующий кафедрой экспериментальной физики Сыктывкарского государственного университета.
С 1991 года — председатель Комитета возрождения Коми народа.
С 2004 года — председатель Исполнительного комитета межрегионального общественного движения «Коми войтыр». Член Правительства Республики Коми.
С 1993 года — председатель Международного Консультативного комитета финно-угорских народов.
С 1995 года — депутат Государственного Совета Республики Коми I созыва, заместитель Председателя Государственного Совета Республики Коми на постоянной профессиональной основе.
В 1999 году — депутат Государственного Совета Республики Коми II созыва, заместитель Председателя Государственного Совета Республики Коми на постоянной основе.
С 1999 года — депутат Государственной думы Федерального собрания Российской Федерации III созыва.
С 2007 года — депутат Государственного Совета Республики Коми IV созыва, первый заместитель Председателя Государственного Совета Республики Коми.
С 2011 года — первый заместитель Председателя Государственного Совета Республики Коми V созыва.

## Личная жизнь
Женат, воспитал троих детей.

## Награды
- Почётное звание «Заслуженный работник Республики Коми»;
- Орден Дружбы (1996);
- Медаль Жукова (1996);
- Медаль «За заслуги в проведении Всероссийской переписи населения»;
- Великий офицер ордена Заслуг (2018, Венгрия)[4];
- Рыцарский знак первой степени ордена Льва Финляндии (Финляндия).